# Силав
Силав или силај, силаје је широки кожни појас са преградама и део српске мушке народне ношње, који се носио изнад танког појаса.

## Изглед
То је широки појас од коже са преградама у коме су се чувале дуванкеса, лула, кресиво, новац и оружје. Силави богате израде били су извезени кожним каишима разних боја.
Носили су га углавном имућнији људи и трговци, за време празника и путовања. Носио се уз вунене пеленгире и сукнене чакшире.
| „ | Силав, то је нешто као мекани коферић од неколико слојева који чине посебне просторе у које се мешатају разне ствари. Шири дио је са преднје стране и покрива дио трбуха, од чега одваја каиш са пређицом који опасује тело. Овамо се затакну пиштољи, понекад и по два, или револвер, велики нож за борбу или мањи за разне потребе... | ” |

У Вуковом речнику из 1852. на страни 680 стоји: Силај је двојак: један се опаше, па се пиштољи и ножеви уњ задијевају, а у други се пиштољи метну па се објеси преко рамена као јанџик (и ово се у Хрватској зову свилаји).

## Порекло
По Вуку Караџићу, силав има оријентално порекло и познат је под именом силах, бенсилах и листови.
Познат је у многим ношњама динарских области и у областима које су динарци насељавали, попут Азбуковице, Ваљевске Подгорине, Јадра, рачанског краја, на подручију Ужица, Косјерића и Пожеге. Силав се такође срећеи у Ибарском Колашину, Штабови и новопазарском крају.
У косјерићком крају ова врста појаса носиле је назив силаје, у околини Пожега овај појас називали су свиле, а у ужичком крају листови.